# Перекриття (шахи)
Перекриття трапляється коли лінію між атакованою фігурою і фігурою, яка її захищає, перекривають фігурою суперника, яку для цього приносять в жертву. Цей прийом  шахової тактики рідко трапляється на практиці і тому часто випадає з поля зору суперника. Можливості для перекриття виникають рідко, бо атакована фігура повинна бути ціннішою, ніж та, яку приносять в жертву і саме перекриття повинне бути загрозою.

## Приклади
|   | a | b | c | d | e | f | g | h |   |
| 8 | c8 чорний король · d8 чорна тура · f8 чорний слон · a7 чорний пішак · b7 чорний пішак · c7 чорний пішак · h7 чорний пішак · g6 чорний пішак · e5 білий пішак · f5 білий кінь · h3 білий пішак · a2 білий пішак · d2 чорний ферзь · e2 білий ферзь · f2 білий пішак · g2 білий пішак · e1 біла тура · g1 білий король | c8 чорний король · d8 чорна тура · f8 чорний слон · a7 чорний пішак · b7 чорний пішак · c7 чорний пішак · h7 чорний пішак · g6 чорний пішак · e5 білий пішак · f5 білий кінь · h3 білий пішак · a2 білий пішак · d2 чорний ферзь · e2 білий ферзь · f2 білий пішак · g2 білий пішак · e1 біла тура · g1 білий король | c8 чорний король · d8 чорна тура · f8 чорний слон · a7 чорний пішак · b7 чорний пішак · c7 чорний пішак · h7 чорний пішак · g6 чорний пішак · e5 білий пішак · f5 білий кінь · h3 білий пішак · a2 білий пішак · d2 чорний ферзь · e2 білий ферзь · f2 білий пішак · g2 білий пішак · e1 біла тура · g1 білий король | c8 чорний король · d8 чорна тура · f8 чорний слон · a7 чорний пішак · b7 чорний пішак · c7 чорний пішак · h7 чорний пішак · g6 чорний пішак · e5 білий пішак · f5 білий кінь · h3 білий пішак · a2 білий пішак · d2 чорний ферзь · e2 білий ферзь · f2 білий пішак · g2 білий пішак · e1 біла тура · g1 білий король | c8 чорний король · d8 чорна тура · f8 чорний слон · a7 чорний пішак · b7 чорний пішак · c7 чорний пішак · h7 чорний пішак · g6 чорний пішак · e5 білий пішак · f5 білий кінь · h3 білий пішак · a2 білий пішак · d2 чорний ферзь · e2 білий ферзь · f2 білий пішак · g2 білий пішак · e1 біла тура · g1 білий король | c8 чорний король · d8 чорна тура · f8 чорний слон · a7 чорний пішак · b7 чорний пішак · c7 чорний пішак · h7 чорний пішак · g6 чорний пішак · e5 білий пішак · f5 білий кінь · h3 білий пішак · a2 білий пішак · d2 чорний ферзь · e2 білий ферзь · f2 білий пішак · g2 білий пішак · e1 біла тура · g1 білий король | c8 чорний король · d8 чорна тура · f8 чорний слон · a7 чорний пішак · b7 чорний пішак · c7 чорний пішак · h7 чорний пішак · g6 чорний пішак · e5 білий пішак · f5 білий кінь · h3 білий пішак · a2 білий пішак · d2 чорний ферзь · e2 білий ферзь · f2 білий пішак · g2 білий пішак · e1 біла тура · g1 білий король | c8 чорний король · d8 чорна тура · f8 чорний слон · a7 чорний пішак · b7 чорний пішак · c7 чорний пішак · h7 чорний пішак · g6 чорний пішак · e5 білий пішак · f5 білий кінь · h3 білий пішак · a2 білий пішак · d2 чорний ферзь · e2 білий ферзь · f2 білий пішак · g2 білий пішак · e1 біла тура · g1 білий король | 8 |
| 7 | c8 чорний король · d8 чорна тура · f8 чорний слон · a7 чорний пішак · b7 чорний пішак · c7 чорний пішак · h7 чорний пішак · g6 чорний пішак · e5 білий пішак · f5 білий кінь · h3 білий пішак · a2 білий пішак · d2 чорний ферзь · e2 білий ферзь · f2 білий пішак · g2 білий пішак · e1 біла тура · g1 білий король | c8 чорний король · d8 чорна тура · f8 чорний слон · a7 чорний пішак · b7 чорний пішак · c7 чорний пішак · h7 чорний пішак · g6 чорний пішак · e5 білий пішак · f5 білий кінь · h3 білий пішак · a2 білий пішак · d2 чорний ферзь · e2 білий ферзь · f2 білий пішак · g2 білий пішак · e1 біла тура · g1 білий король | c8 чорний король · d8 чорна тура · f8 чорний слон · a7 чорний пішак · b7 чорний пішак · c7 чорний пішак · h7 чорний пішак · g6 чорний пішак · e5 білий пішак · f5 білий кінь · h3 білий пішак · a2 білий пішак · d2 чорний ферзь · e2 білий ферзь · f2 білий пішак · g2 білий пішак · e1 біла тура · g1 білий король | c8 чорний король · d8 чорна тура · f8 чорний слон · a7 чорний пішак · b7 чорний пішак · c7 чорний пішак · h7 чорний пішак · g6 чорний пішак · e5 білий пішак · f5 білий кінь · h3 білий пішак · a2 білий пішак · d2 чорний ферзь · e2 білий ферзь · f2 білий пішак · g2 білий пішак · e1 біла тура · g1 білий король | c8 чорний король · d8 чорна тура · f8 чорний слон · a7 чорний пішак · b7 чорний пішак · c7 чорний пішак · h7 чорний пішак · g6 чорний пішак · e5 білий пішак · f5 білий кінь · h3 білий пішак · a2 білий пішак · d2 чорний ферзь · e2 білий ферзь · f2 білий пішак · g2 білий пішак · e1 біла тура · g1 білий король | c8 чорний король · d8 чорна тура · f8 чорний слон · a7 чорний пішак · b7 чорний пішак · c7 чорний пішак · h7 чорний пішак · g6 чорний пішак · e5 білий пішак · f5 білий кінь · h3 білий пішак · a2 білий пішак · d2 чорний ферзь · e2 білий ферзь · f2 білий пішак · g2 білий пішак · e1 біла тура · g1 білий король | c8 чорний король · d8 чорна тура · f8 чорний слон · a7 чорний пішак · b7 чорний пішак · c7 чорний пішак · h7 чорний пішак · g6 чорний пішак · e5 білий пішак · f5 білий кінь · h3 білий пішак · a2 білий пішак · d2 чорний ферзь · e2 білий ферзь · f2 білий пішак · g2 білий пішак · e1 біла тура · g1 білий король | c8 чорний король · d8 чорна тура · f8 чорний слон · a7 чорний пішак · b7 чорний пішак · c7 чорний пішак · h7 чорний пішак · g6 чорний пішак · e5 білий пішак · f5 білий кінь · h3 білий пішак · a2 білий пішак · d2 чорний ферзь · e2 білий ферзь · f2 білий пішак · g2 білий пішак · e1 біла тура · g1 білий король | 7 |
| 6 | c8 чорний король · d8 чорна тура · f8 чорний слон · a7 чорний пішак · b7 чорний пішак · c7 чорний пішак · h7 чорний пішак · g6 чорний пішак · e5 білий пішак · f5 білий кінь · h3 білий пішак · a2 білий пішак · d2 чорний ферзь · e2 білий ферзь · f2 білий пішак · g2 білий пішак · e1 біла тура · g1 білий король | c8 чорний король · d8 чорна тура · f8 чорний слон · a7 чорний пішак · b7 чорний пішак · c7 чорний пішак · h7 чорний пішак · g6 чорний пішак · e5 білий пішак · f5 білий кінь · h3 білий пішак · a2 білий пішак · d2 чорний ферзь · e2 білий ферзь · f2 білий пішак · g2 білий пішак · e1 біла тура · g1 білий король | c8 чорний король · d8 чорна тура · f8 чорний слон · a7 чорний пішак · b7 чорний пішак · c7 чорний пішак · h7 чорний пішак · g6 чорний пішак · e5 білий пішак · f5 білий кінь · h3 білий пішак · a2 білий пішак · d2 чорний ферзь · e2 білий ферзь · f2 білий пішак · g2 білий пішак · e1 біла тура · g1 білий король | c8 чорний король · d8 чорна тура · f8 чорний слон · a7 чорний пішак · b7 чорний пішак · c7 чорний пішак · h7 чорний пішак · g6 чорний пішак · e5 білий пішак · f5 білий кінь · h3 білий пішак · a2 білий пішак · d2 чорний ферзь · e2 білий ферзь · f2 білий пішак · g2 білий пішак · e1 біла тура · g1 білий король | c8 чорний король · d8 чорна тура · f8 чорний слон · a7 чорний пішак · b7 чорний пішак · c7 чорний пішак · h7 чорний пішак · g6 чорний пішак · e5 білий пішак · f5 білий кінь · h3 білий пішак · a2 білий пішак · d2 чорний ферзь · e2 білий ферзь · f2 білий пішак · g2 білий пішак · e1 біла тура · g1 білий король | c8 чорний король · d8 чорна тура · f8 чорний слон · a7 чорний пішак · b7 чорний пішак · c7 чорний пішак · h7 чорний пішак · g6 чорний пішак · e5 білий пішак · f5 білий кінь · h3 білий пішак · a2 білий пішак · d2 чорний ферзь · e2 білий ферзь · f2 білий пішак · g2 білий пішак · e1 біла тура · g1 білий король | c8 чорний король · d8 чорна тура · f8 чорний слон · a7 чорний пішак · b7 чорний пішак · c7 чорний пішак · h7 чорний пішак · g6 чорний пішак · e5 білий пішак · f5 білий кінь · h3 білий пішак · a2 білий пішак · d2 чорний ферзь · e2 білий ферзь · f2 білий пішак · g2 білий пішак · e1 біла тура · g1 білий король | c8 чорний король · d8 чорна тура · f8 чорний слон · a7 чорний пішак · b7 чорний пішак · c7 чорний пішак · h7 чорний пішак · g6 чорний пішак · e5 білий пішак · f5 білий кінь · h3 білий пішак · a2 білий пішак · d2 чорний ферзь · e2 білий ферзь · f2 білий пішак · g2 білий пішак · e1 біла тура · g1 білий король | 6 |
| 5 | c8 чорний король · d8 чорна тура · f8 чорний слон · a7 чорний пішак · b7 чорний пішак · c7 чорний пішак · h7 чорний пішак · g6 чорний пішак · e5 білий пішак · f5 білий кінь · h3 білий пішак · a2 білий пішак · d2 чорний ферзь · e2 білий ферзь · f2 білий пішак · g2 білий пішак · e1 біла тура · g1 білий король | c8 чорний король · d8 чорна тура · f8 чорний слон · a7 чорний пішак · b7 чорний пішак · c7 чорний пішак · h7 чорний пішак · g6 чорний пішак · e5 білий пішак · f5 білий кінь · h3 білий пішак · a2 білий пішак · d2 чорний ферзь · e2 білий ферзь · f2 білий пішак · g2 білий пішак · e1 біла тура · g1 білий король | c8 чорний король · d8 чорна тура · f8 чорний слон · a7 чорний пішак · b7 чорний пішак · c7 чорний пішак · h7 чорний пішак · g6 чорний пішак · e5 білий пішак · f5 білий кінь · h3 білий пішак · a2 білий пішак · d2 чорний ферзь · e2 білий ферзь · f2 білий пішак · g2 білий пішак · e1 біла тура · g1 білий король | c8 чорний король · d8 чорна тура · f8 чорний слон · a7 чорний пішак · b7 чорний пішак · c7 чорний пішак · h7 чорний пішак · g6 чорний пішак · e5 білий пішак · f5 білий кінь · h3 білий пішак · a2 білий пішак · d2 чорний ферзь · e2 білий ферзь · f2 білий пішак · g2 білий пішак · e1 біла тура · g1 білий король | c8 чорний король · d8 чорна тура · f8 чорний слон · a7 чорний пішак · b7 чорний пішак · c7 чорний пішак · h7 чорний пішак · g6 чорний пішак · e5 білий пішак · f5 білий кінь · h3 білий пішак · a2 білий пішак · d2 чорний ферзь · e2 білий ферзь · f2 білий пішак · g2 білий пішак · e1 біла тура · g1 білий король | c8 чорний король · d8 чорна тура · f8 чорний слон · a7 чорний пішак · b7 чорний пішак · c7 чорний пішак · h7 чорний пішак · g6 чорний пішак · e5 білий пішак · f5 білий кінь · h3 білий пішак · a2 білий пішак · d2 чорний ферзь · e2 білий ферзь · f2 білий пішак · g2 білий пішак · e1 біла тура · g1 білий король | c8 чорний король · d8 чорна тура · f8 чорний слон · a7 чорний пішак · b7 чорний пішак · c7 чорний пішак · h7 чорний пішак · g6 чорний пішак · e5 білий пішак · f5 білий кінь · h3 білий пішак · a2 білий пішак · d2 чорний ферзь · e2 білий ферзь · f2 білий пішак · g2 білий пішак · e1 біла тура · g1 білий король | c8 чорний король · d8 чорна тура · f8 чорний слон · a7 чорний пішак · b7 чорний пішак · c7 чорний пішак · h7 чорний пішак · g6 чорний пішак · e5 білий пішак · f5 білий кінь · h3 білий пішак · a2 білий пішак · d2 чорний ферзь · e2 білий ферзь · f2 білий пішак · g2 білий пішак · e1 біла тура · g1 білий король | 5 |
| 4 | c8 чорний король · d8 чорна тура · f8 чорний слон · a7 чорний пішак · b7 чорний пішак · c7 чорний пішак · h7 чорний пішак · g6 чорний пішак · e5 білий пішак · f5 білий кінь · h3 білий пішак · a2 білий пішак · d2 чорний ферзь · e2 білий ферзь · f2 білий пішак · g2 білий пішак · e1 біла тура · g1 білий король | c8 чорний король · d8 чорна тура · f8 чорний слон · a7 чорний пішак · b7 чорний пішак · c7 чорний пішак · h7 чорний пішак · g6 чорний пішак · e5 білий пішак · f5 білий кінь · h3 білий пішак · a2 білий пішак · d2 чорний ферзь · e2 білий ферзь · f2 білий пішак · g2 білий пішак · e1 біла тура · g1 білий король | c8 чорний король · d8 чорна тура · f8 чорний слон · a7 чорний пішак · b7 чорний пішак · c7 чорний пішак · h7 чорний пішак · g6 чорний пішак · e5 білий пішак · f5 білий кінь · h3 білий пішак · a2 білий пішак · d2 чорний ферзь · e2 білий ферзь · f2 білий пішак · g2 білий пішак · e1 біла тура · g1 білий король | c8 чорний король · d8 чорна тура · f8 чорний слон · a7 чорний пішак · b7 чорний пішак · c7 чорний пішак · h7 чорний пішак · g6 чорний пішак · e5 білий пішак · f5 білий кінь · h3 білий пішак · a2 білий пішак · d2 чорний ферзь · e2 білий ферзь · f2 білий пішак · g2 білий пішак · e1 біла тура · g1 білий король | c8 чорний король · d8 чорна тура · f8 чорний слон · a7 чорний пішак · b7 чорний пішак · c7 чорний пішак · h7 чорний пішак · g6 чорний пішак · e5 білий пішак · f5 білий кінь · h3 білий пішак · a2 білий пішак · d2 чорний ферзь · e2 білий ферзь · f2 білий пішак · g2 білий пішак · e1 біла тура · g1 білий король | c8 чорний король · d8 чорна тура · f8 чорний слон · a7 чорний пішак · b7 чорний пішак · c7 чорний пішак · h7 чорний пішак · g6 чорний пішак · e5 білий пішак · f5 білий кінь · h3 білий пішак · a2 білий пішак · d2 чорний ферзь · e2 білий ферзь · f2 білий пішак · g2 білий пішак · e1 біла тура · g1 білий король | c8 чорний король · d8 чорна тура · f8 чорний слон · a7 чорний пішак · b7 чорний пішак · c7 чорний пішак · h7 чорний пішак · g6 чорний пішак · e5 білий пішак · f5 білий кінь · h3 білий пішак · a2 білий пішак · d2 чорний ферзь · e2 білий ферзь · f2 білий пішак · g2 білий пішак · e1 біла тура · g1 білий король | c8 чорний король · d8 чорна тура · f8 чорний слон · a7 чорний пішак · b7 чорний пішак · c7 чорний пішак · h7 чорний пішак · g6 чорний пішак · e5 білий пішак · f5 білий кінь · h3 білий пішак · a2 білий пішак · d2 чорний ферзь · e2 білий ферзь · f2 білий пішак · g2 білий пішак · e1 біла тура · g1 білий король | 4 |
| 3 | c8 чорний король · d8 чорна тура · f8 чорний слон · a7 чорний пішак · b7 чорний пішак · c7 чорний пішак · h7 чорний пішак · g6 чорний пішак · e5 білий пішак · f5 білий кінь · h3 білий пішак · a2 білий пішак · d2 чорний ферзь · e2 білий ферзь · f2 білий пішак · g2 білий пішак · e1 біла тура · g1 білий король | c8 чорний король · d8 чорна тура · f8 чорний слон · a7 чорний пішак · b7 чорний пішак · c7 чорний пішак · h7 чорний пішак · g6 чорний пішак · e5 білий пішак · f5 білий кінь · h3 білий пішак · a2 білий пішак · d2 чорний ферзь · e2 білий ферзь · f2 білий пішак · g2 білий пішак · e1 біла тура · g1 білий король | c8 чорний король · d8 чорна тура · f8 чорний слон · a7 чорний пішак · b7 чорний пішак · c7 чорний пішак · h7 чорний пішак · g6 чорний пішак · e5 білий пішак · f5 білий кінь · h3 білий пішак · a2 білий пішак · d2 чорний ферзь · e2 білий ферзь · f2 білий пішак · g2 білий пішак · e1 біла тура · g1 білий король | c8 чорний король · d8 чорна тура · f8 чорний слон · a7 чорний пішак · b7 чорний пішак · c7 чорний пішак · h7 чорний пішак · g6 чорний пішак · e5 білий пішак · f5 білий кінь · h3 білий пішак · a2 білий пішак · d2 чорний ферзь · e2 білий ферзь · f2 білий пішак · g2 білий пішак · e1 біла тура · g1 білий король | c8 чорний король · d8 чорна тура · f8 чорний слон · a7 чорний пішак · b7 чорний пішак · c7 чорний пішак · h7 чорний пішак · g6 чорний пішак · e5 білий пішак · f5 білий кінь · h3 білий пішак · a2 білий пішак · d2 чорний ферзь · e2 білий ферзь · f2 білий пішак · g2 білий пішак · e1 біла тура · g1 білий король | c8 чорний король · d8 чорна тура · f8 чорний слон · a7 чорний пішак · b7 чорний пішак · c7 чорний пішак · h7 чорний пішак · g6 чорний пішак · e5 білий пішак · f5 білий кінь · h3 білий пішак · a2 білий пішак · d2 чорний ферзь · e2 білий ферзь · f2 білий пішак · g2 білий пішак · e1 біла тура · g1 білий король | c8 чорний король · d8 чорна тура · f8 чорний слон · a7 чорний пішак · b7 чорний пішак · c7 чорний пішак · h7 чорний пішак · g6 чорний пішак · e5 білий пішак · f5 білий кінь · h3 білий пішак · a2 білий пішак · d2 чорний ферзь · e2 білий ферзь · f2 білий пішак · g2 білий пішак · e1 біла тура · g1 білий король | c8 чорний король · d8 чорна тура · f8 чорний слон · a7 чорний пішак · b7 чорний пішак · c7 чорний пішак · h7 чорний пішак · g6 чорний пішак · e5 білий пішак · f5 білий кінь · h3 білий пішак · a2 білий пішак · d2 чорний ферзь · e2 білий ферзь · f2 білий пішак · g2 білий пішак · e1 біла тура · g1 білий король | 3 |
| 2 | c8 чорний король · d8 чорна тура · f8 чорний слон · a7 чорний пішак · b7 чорний пішак · c7 чорний пішак · h7 чорний пішак · g6 чорний пішак · e5 білий пішак · f5 білий кінь · h3 білий пішак · a2 білий пішак · d2 чорний ферзь · e2 білий ферзь · f2 білий пішак · g2 білий пішак · e1 біла тура · g1 білий король | c8 чорний король · d8 чорна тура · f8 чорний слон · a7 чорний пішак · b7 чорний пішак · c7 чорний пішак · h7 чорний пішак · g6 чорний пішак · e5 білий пішак · f5 білий кінь · h3 білий пішак · a2 білий пішак · d2 чорний ферзь · e2 білий ферзь · f2 білий пішак · g2 білий пішак · e1 біла тура · g1 білий король | c8 чорний король · d8 чорна тура · f8 чорний слон · a7 чорний пішак · b7 чорний пішак · c7 чорний пішак · h7 чорний пішак · g6 чорний пішак · e5 білий пішак · f5 білий кінь · h3 білий пішак · a2 білий пішак · d2 чорний ферзь · e2 білий ферзь · f2 білий пішак · g2 білий пішак · e1 біла тура · g1 білий король | c8 чорний король · d8 чорна тура · f8 чорний слон · a7 чорний пішак · b7 чорний пішак · c7 чорний пішак · h7 чорний пішак · g6 чорний пішак · e5 білий пішак · f5 білий кінь · h3 білий пішак · a2 білий пішак · d2 чорний ферзь · e2 білий ферзь · f2 білий пішак · g2 білий пішак · e1 біла тура · g1 білий король | c8 чорний король · d8 чорна тура · f8 чорний слон · a7 чорний пішак · b7 чорний пішак · c7 чорний пішак · h7 чорний пішак · g6 чорний пішак · e5 білий пішак · f5 білий кінь · h3 білий пішак · a2 білий пішак · d2 чорний ферзь · e2 білий ферзь · f2 білий пішак · g2 білий пішак · e1 біла тура · g1 білий король | c8 чорний король · d8 чорна тура · f8 чорний слон · a7 чорний пішак · b7 чорний пішак · c7 чорний пішак · h7 чорний пішак · g6 чорний пішак · e5 білий пішак · f5 білий кінь · h3 білий пішак · a2 білий пішак · d2 чорний ферзь · e2 білий ферзь · f2 білий пішак · g2 білий пішак · e1 біла тура · g1 білий король | c8 чорний король · d8 чорна тура · f8 чорний слон · a7 чорний пішак · b7 чорний пішак · c7 чорний пішак · h7 чорний пішак · g6 чорний пішак · e5 білий пішак · f5 білий кінь · h3 білий пішак · a2 білий пішак · d2 чорний ферзь · e2 білий ферзь · f2 білий пішак · g2 білий пішак · e1 біла тура · g1 білий король | c8 чорний король · d8 чорна тура · f8 чорний слон · a7 чорний пішак · b7 чорний пішак · c7 чорний пішак · h7 чорний пішак · g6 чорний пішак · e5 білий пішак · f5 білий кінь · h3 білий пішак · a2 білий пішак · d2 чорний ферзь · e2 білий ферзь · f2 білий пішак · g2 білий пішак · e1 біла тура · g1 білий король | 2 |
| 1 | c8 чорний король · d8 чорна тура · f8 чорний слон · a7 чорний пішак · b7 чорний пішак · c7 чорний пішак · h7 чорний пішак · g6 чорний пішак · e5 білий пішак · f5 білий кінь · h3 білий пішак · a2 білий пішак · d2 чорний ферзь · e2 білий ферзь · f2 білий пішак · g2 білий пішак · e1 біла тура · g1 білий король | c8 чорний король · d8 чорна тура · f8 чорний слон · a7 чорний пішак · b7 чорний пішак · c7 чорний пішак · h7 чорний пішак · g6 чорний пішак · e5 білий пішак · f5 білий кінь · h3 білий пішак · a2 білий пішак · d2 чорний ферзь · e2 білий ферзь · f2 білий пішак · g2 білий пішак · e1 біла тура · g1 білий король | c8 чорний король · d8 чорна тура · f8 чорний слон · a7 чорний пішак · b7 чорний пішак · c7 чорний пішак · h7 чорний пішак · g6 чорний пішак · e5 білий пішак · f5 білий кінь · h3 білий пішак · a2 білий пішак · d2 чорний ферзь · e2 білий ферзь · f2 білий пішак · g2 білий пішак · e1 біла тура · g1 білий король | c8 чорний король · d8 чорна тура · f8 чорний слон · a7 чорний пішак · b7 чорний пішак · c7 чорний пішак · h7 чорний пішак · g6 чорний пішак · e5 білий пішак · f5 білий кінь · h3 білий пішак · a2 білий пішак · d2 чорний ферзь · e2 білий ферзь · f2 білий пішак · g2 білий пішак · e1 біла тура · g1 білий король | c8 чорний король · d8 чорна тура · f8 чорний слон · a7 чорний пішак · b7 чорний пішак · c7 чорний пішак · h7 чорний пішак · g6 чорний пішак · e5 білий пішак · f5 білий кінь · h3 білий пішак · a2 білий пішак · d2 чорний ферзь · e2 білий ферзь · f2 білий пішак · g2 білий пішак · e1 біла тура · g1 білий король | c8 чорний король · d8 чорна тура · f8 чорний слон · a7 чорний пішак · b7 чорний пішак · c7 чорний пішак · h7 чорний пішак · g6 чорний пішак · e5 білий пішак · f5 білий кінь · h3 білий пішак · a2 білий пішак · d2 чорний ферзь · e2 білий ферзь · f2 білий пішак · g2 білий пішак · e1 біла тура · g1 білий король | c8 чорний король · d8 чорна тура · f8 чорний слон · a7 чорний пішак · b7 чорний пішак · c7 чорний пішак · h7 чорний пішак · g6 чорний пішак · e5 білий пішак · f5 білий кінь · h3 білий пішак · a2 білий пішак · d2 чорний ферзь · e2 білий ферзь · f2 білий пішак · g2 білий пішак · e1 біла тура · g1 білий король | c8 чорний король · d8 чорна тура · f8 чорний слон · a7 чорний пішак · b7 чорний пішак · c7 чорний пішак · h7 чорний пішак · g6 чорний пішак · e5 білий пішак · f5 білий кінь · h3 білий пішак · a2 білий пішак · d2 чорний ферзь · e2 білий ферзь · f2 білий пішак · g2 білий пішак · e1 біла тура · g1 білий король | 1 |
|   | a | b | c | d | e | f | g | h |   |

На позиції зліва білі повинні забирати коня з f5. Замість ходу кона на h4, 1.Nd6+ перекриває лінію по якій тура захищає чорного ферзя. Якщо чорні зіграють 1...cxd6 або 1...Bxd6, то білі поб'ють ферзя. Отже чорні вимушені грати 1...Rxd6 2.exd6 Qxe2 3.Rxe2 Bxd6, в результаті білі виграють  обмін за пішака.
Більш витонченим прикладом перекриття є випадок, коли фігура перериває дві лінії одночасно. В цьому випадку фігура, якою перекривають, не зобов'язана сама створювати загрозу.  Побиття цієї фігури змусить суперника перегородити одну з двох ліній захисту своєю фігурою.
|   | a | b | c | d | e | f | g | h |   |
| 8 | b8 біла тура · d8 чорна тура · a7 білий пішак · f7 чорний пішак · h7 чорний король · g6 чорний пішак · h6 чорний пішак · f5 чорний кінь · b4 білий кінь · e4 чорний слон · a3 білий король · b3 білий пішак · b2 білий слон · c2 білий пішак · d2 чорна тура · h2 білий пішак | b8 біла тура · d8 чорна тура · a7 білий пішак · f7 чорний пішак · h7 чорний король · g6 чорний пішак · h6 чорний пішак · f5 чорний кінь · b4 білий кінь · e4 чорний слон · a3 білий король · b3 білий пішак · b2 білий слон · c2 білий пішак · d2 чорна тура · h2 білий пішак | b8 біла тура · d8 чорна тура · a7 білий пішак · f7 чорний пішак · h7 чорний король · g6 чорний пішак · h6 чорний пішак · f5 чорний кінь · b4 білий кінь · e4 чорний слон · a3 білий король · b3 білий пішак · b2 білий слон · c2 білий пішак · d2 чорна тура · h2 білий пішак | b8 біла тура · d8 чорна тура · a7 білий пішак · f7 чорний пішак · h7 чорний король · g6 чорний пішак · h6 чорний пішак · f5 чорний кінь · b4 білий кінь · e4 чорний слон · a3 білий король · b3 білий пішак · b2 білий слон · c2 білий пішак · d2 чорна тура · h2 білий пішак | b8 біла тура · d8 чорна тура · a7 білий пішак · f7 чорний пішак · h7 чорний король · g6 чорний пішак · h6 чорний пішак · f5 чорний кінь · b4 білий кінь · e4 чорний слон · a3 білий король · b3 білий пішак · b2 білий слон · c2 білий пішак · d2 чорна тура · h2 білий пішак | b8 біла тура · d8 чорна тура · a7 білий пішак · f7 чорний пішак · h7 чорний король · g6 чорний пішак · h6 чорний пішак · f5 чорний кінь · b4 білий кінь · e4 чорний слон · a3 білий король · b3 білий пішак · b2 білий слон · c2 білий пішак · d2 чорна тура · h2 білий пішак | b8 біла тура · d8 чорна тура · a7 білий пішак · f7 чорний пішак · h7 чорний король · g6 чорний пішак · h6 чорний пішак · f5 чорний кінь · b4 білий кінь · e4 чорний слон · a3 білий король · b3 білий пішак · b2 білий слон · c2 білий пішак · d2 чорна тура · h2 білий пішак | b8 біла тура · d8 чорна тура · a7 білий пішак · f7 чорний пішак · h7 чорний король · g6 чорний пішак · h6 чорний пішак · f5 чорний кінь · b4 білий кінь · e4 чорний слон · a3 білий король · b3 білий пішак · b2 білий слон · c2 білий пішак · d2 чорна тура · h2 білий пішак | 8 |
| 7 | b8 біла тура · d8 чорна тура · a7 білий пішак · f7 чорний пішак · h7 чорний король · g6 чорний пішак · h6 чорний пішак · f5 чорний кінь · b4 білий кінь · e4 чорний слон · a3 білий король · b3 білий пішак · b2 білий слон · c2 білий пішак · d2 чорна тура · h2 білий пішак | b8 біла тура · d8 чорна тура · a7 білий пішак · f7 чорний пішак · h7 чорний король · g6 чорний пішак · h6 чорний пішак · f5 чорний кінь · b4 білий кінь · e4 чорний слон · a3 білий король · b3 білий пішак · b2 білий слон · c2 білий пішак · d2 чорна тура · h2 білий пішак | b8 біла тура · d8 чорна тура · a7 білий пішак · f7 чорний пішак · h7 чорний король · g6 чорний пішак · h6 чорний пішак · f5 чорний кінь · b4 білий кінь · e4 чорний слон · a3 білий король · b3 білий пішак · b2 білий слон · c2 білий пішак · d2 чорна тура · h2 білий пішак | b8 біла тура · d8 чорна тура · a7 білий пішак · f7 чорний пішак · h7 чорний король · g6 чорний пішак · h6 чорний пішак · f5 чорний кінь · b4 білий кінь · e4 чорний слон · a3 білий король · b3 білий пішак · b2 білий слон · c2 білий пішак · d2 чорна тура · h2 білий пішак | b8 біла тура · d8 чорна тура · a7 білий пішак · f7 чорний пішак · h7 чорний король · g6 чорний пішак · h6 чорний пішак · f5 чорний кінь · b4 білий кінь · e4 чорний слон · a3 білий король · b3 білий пішак · b2 білий слон · c2 білий пішак · d2 чорна тура · h2 білий пішак | b8 біла тура · d8 чорна тура · a7 білий пішак · f7 чорний пішак · h7 чорний король · g6 чорний пішак · h6 чорний пішак · f5 чорний кінь · b4 білий кінь · e4 чорний слон · a3 білий король · b3 білий пішак · b2 білий слон · c2 білий пішак · d2 чорна тура · h2 білий пішак | b8 біла тура · d8 чорна тура · a7 білий пішак · f7 чорний пішак · h7 чорний король · g6 чорний пішак · h6 чорний пішак · f5 чорний кінь · b4 білий кінь · e4 чорний слон · a3 білий король · b3 білий пішак · b2 білий слон · c2 білий пішак · d2 чорна тура · h2 білий пішак | b8 біла тура · d8 чорна тура · a7 білий пішак · f7 чорний пішак · h7 чорний король · g6 чорний пішак · h6 чорний пішак · f5 чорний кінь · b4 білий кінь · e4 чорний слон · a3 білий король · b3 білий пішак · b2 білий слон · c2 білий пішак · d2 чорна тура · h2 білий пішак | 7 |
| 6 | b8 біла тура · d8 чорна тура · a7 білий пішак · f7 чорний пішак · h7 чорний король · g6 чорний пішак · h6 чорний пішак · f5 чорний кінь · b4 білий кінь · e4 чорний слон · a3 білий король · b3 білий пішак · b2 білий слон · c2 білий пішак · d2 чорна тура · h2 білий пішак | b8 біла тура · d8 чорна тура · a7 білий пішак · f7 чорний пішак · h7 чорний король · g6 чорний пішак · h6 чорний пішак · f5 чорний кінь · b4 білий кінь · e4 чорний слон · a3 білий король · b3 білий пішак · b2 білий слон · c2 білий пішак · d2 чорна тура · h2 білий пішак | b8 біла тура · d8 чорна тура · a7 білий пішак · f7 чорний пішак · h7 чорний король · g6 чорний пішак · h6 чорний пішак · f5 чорний кінь · b4 білий кінь · e4 чорний слон · a3 білий король · b3 білий пішак · b2 білий слон · c2 білий пішак · d2 чорна тура · h2 білий пішак | b8 біла тура · d8 чорна тура · a7 білий пішак · f7 чорний пішак · h7 чорний король · g6 чорний пішак · h6 чорний пішак · f5 чорний кінь · b4 білий кінь · e4 чорний слон · a3 білий король · b3 білий пішак · b2 білий слон · c2 білий пішак · d2 чорна тура · h2 білий пішак | b8 біла тура · d8 чорна тура · a7 білий пішак · f7 чорний пішак · h7 чорний король · g6 чорний пішак · h6 чорний пішак · f5 чорний кінь · b4 білий кінь · e4 чорний слон · a3 білий король · b3 білий пішак · b2 білий слон · c2 білий пішак · d2 чорна тура · h2 білий пішак | b8 біла тура · d8 чорна тура · a7 білий пішак · f7 чорний пішак · h7 чорний король · g6 чорний пішак · h6 чорний пішак · f5 чорний кінь · b4 білий кінь · e4 чорний слон · a3 білий король · b3 білий пішак · b2 білий слон · c2 білий пішак · d2 чорна тура · h2 білий пішак | b8 біла тура · d8 чорна тура · a7 білий пішак · f7 чорний пішак · h7 чорний король · g6 чорний пішак · h6 чорний пішак · f5 чорний кінь · b4 білий кінь · e4 чорний слон · a3 білий король · b3 білий пішак · b2 білий слон · c2 білий пішак · d2 чорна тура · h2 білий пішак | b8 біла тура · d8 чорна тура · a7 білий пішак · f7 чорний пішак · h7 чорний король · g6 чорний пішак · h6 чорний пішак · f5 чорний кінь · b4 білий кінь · e4 чорний слон · a3 білий король · b3 білий пішак · b2 білий слон · c2 білий пішак · d2 чорна тура · h2 білий пішак | 6 |
| 5 | b8 біла тура · d8 чорна тура · a7 білий пішак · f7 чорний пішак · h7 чорний король · g6 чорний пішак · h6 чорний пішак · f5 чорний кінь · b4 білий кінь · e4 чорний слон · a3 білий король · b3 білий пішак · b2 білий слон · c2 білий пішак · d2 чорна тура · h2 білий пішак | b8 біла тура · d8 чорна тура · a7 білий пішак · f7 чорний пішак · h7 чорний король · g6 чорний пішак · h6 чорний пішак · f5 чорний кінь · b4 білий кінь · e4 чорний слон · a3 білий король · b3 білий пішак · b2 білий слон · c2 білий пішак · d2 чорна тура · h2 білий пішак | b8 біла тура · d8 чорна тура · a7 білий пішак · f7 чорний пішак · h7 чорний король · g6 чорний пішак · h6 чорний пішак · f5 чорний кінь · b4 білий кінь · e4 чорний слон · a3 білий король · b3 білий пішак · b2 білий слон · c2 білий пішак · d2 чорна тура · h2 білий пішак | b8 біла тура · d8 чорна тура · a7 білий пішак · f7 чорний пішак · h7 чорний король · g6 чорний пішак · h6 чорний пішак · f5 чорний кінь · b4 білий кінь · e4 чорний слон · a3 білий король · b3 білий пішак · b2 білий слон · c2 білий пішак · d2 чорна тура · h2 білий пішак | b8 біла тура · d8 чорна тура · a7 білий пішак · f7 чорний пішак · h7 чорний король · g6 чорний пішак · h6 чорний пішак · f5 чорний кінь · b4 білий кінь · e4 чорний слон · a3 білий король · b3 білий пішак · b2 білий слон · c2 білий пішак · d2 чорна тура · h2 білий пішак | b8 біла тура · d8 чорна тура · a7 білий пішак · f7 чорний пішак · h7 чорний король · g6 чорний пішак · h6 чорний пішак · f5 чорний кінь · b4 білий кінь · e4 чорний слон · a3 білий король · b3 білий пішак · b2 білий слон · c2 білий пішак · d2 чорна тура · h2 білий пішак | b8 біла тура · d8 чорна тура · a7 білий пішак · f7 чорний пішак · h7 чорний король · g6 чорний пішак · h6 чорний пішак · f5 чорний кінь · b4 білий кінь · e4 чорний слон · a3 білий король · b3 білий пішак · b2 білий слон · c2 білий пішак · d2 чорна тура · h2 білий пішак | b8 біла тура · d8 чорна тура · a7 білий пішак · f7 чорний пішак · h7 чорний король · g6 чорний пішак · h6 чорний пішак · f5 чорний кінь · b4 білий кінь · e4 чорний слон · a3 білий король · b3 білий пішак · b2 білий слон · c2 білий пішак · d2 чорна тура · h2 білий пішак | 5 |
| 4 | b8 біла тура · d8 чорна тура · a7 білий пішак · f7 чорний пішак · h7 чорний король · g6 чорний пішак · h6 чорний пішак · f5 чорний кінь · b4 білий кінь · e4 чорний слон · a3 білий король · b3 білий пішак · b2 білий слон · c2 білий пішак · d2 чорна тура · h2 білий пішак | b8 біла тура · d8 чорна тура · a7 білий пішак · f7 чорний пішак · h7 чорний король · g6 чорний пішак · h6 чорний пішак · f5 чорний кінь · b4 білий кінь · e4 чорний слон · a3 білий король · b3 білий пішак · b2 білий слон · c2 білий пішак · d2 чорна тура · h2 білий пішак | b8 біла тура · d8 чорна тура · a7 білий пішак · f7 чорний пішак · h7 чорний король · g6 чорний пішак · h6 чорний пішак · f5 чорний кінь · b4 білий кінь · e4 чорний слон · a3 білий король · b3 білий пішак · b2 білий слон · c2 білий пішак · d2 чорна тура · h2 білий пішак | b8 біла тура · d8 чорна тура · a7 білий пішак · f7 чорний пішак · h7 чорний король · g6 чорний пішак · h6 чорний пішак · f5 чорний кінь · b4 білий кінь · e4 чорний слон · a3 білий король · b3 білий пішак · b2 білий слон · c2 білий пішак · d2 чорна тура · h2 білий пішак | b8 біла тура · d8 чорна тура · a7 білий пішак · f7 чорний пішак · h7 чорний король · g6 чорний пішак · h6 чорний пішак · f5 чорний кінь · b4 білий кінь · e4 чорний слон · a3 білий король · b3 білий пішак · b2 білий слон · c2 білий пішак · d2 чорна тура · h2 білий пішак | b8 біла тура · d8 чорна тура · a7 білий пішак · f7 чорний пішак · h7 чорний король · g6 чорний пішак · h6 чорний пішак · f5 чорний кінь · b4 білий кінь · e4 чорний слон · a3 білий король · b3 білий пішак · b2 білий слон · c2 білий пішак · d2 чорна тура · h2 білий пішак | b8 біла тура · d8 чорна тура · a7 білий пішак · f7 чорний пішак · h7 чорний король · g6 чорний пішак · h6 чорний пішак · f5 чорний кінь · b4 білий кінь · e4 чорний слон · a3 білий король · b3 білий пішак · b2 білий слон · c2 білий пішак · d2 чорна тура · h2 білий пішак | b8 біла тура · d8 чорна тура · a7 білий пішак · f7 чорний пішак · h7 чорний король · g6 чорний пішак · h6 чорний пішак · f5 чорний кінь · b4 білий кінь · e4 чорний слон · a3 білий король · b3 білий пішак · b2 білий слон · c2 білий пішак · d2 чорна тура · h2 білий пішак | 4 |
| 3 | b8 біла тура · d8 чорна тура · a7 білий пішак · f7 чорний пішак · h7 чорний король · g6 чорний пішак · h6 чорний пішак · f5 чорний кінь · b4 білий кінь · e4 чорний слон · a3 білий король · b3 білий пішак · b2 білий слон · c2 білий пішак · d2 чорна тура · h2 білий пішак | b8 біла тура · d8 чорна тура · a7 білий пішак · f7 чорний пішак · h7 чорний король · g6 чорний пішак · h6 чорний пішак · f5 чорний кінь · b4 білий кінь · e4 чорний слон · a3 білий король · b3 білий пішак · b2 білий слон · c2 білий пішак · d2 чорна тура · h2 білий пішак | b8 біла тура · d8 чорна тура · a7 білий пішак · f7 чорний пішак · h7 чорний король · g6 чорний пішак · h6 чорний пішак · f5 чорний кінь · b4 білий кінь · e4 чорний слон · a3 білий король · b3 білий пішак · b2 білий слон · c2 білий пішак · d2 чорна тура · h2 білий пішак | b8 біла тура · d8 чорна тура · a7 білий пішак · f7 чорний пішак · h7 чорний король · g6 чорний пішак · h6 чорний пішак · f5 чорний кінь · b4 білий кінь · e4 чорний слон · a3 білий король · b3 білий пішак · b2 білий слон · c2 білий пішак · d2 чорна тура · h2 білий пішак | b8 біла тура · d8 чорна тура · a7 білий пішак · f7 чорний пішак · h7 чорний король · g6 чорний пішак · h6 чорний пішак · f5 чорний кінь · b4 білий кінь · e4 чорний слон · a3 білий король · b3 білий пішак · b2 білий слон · c2 білий пішак · d2 чорна тура · h2 білий пішак | b8 біла тура · d8 чорна тура · a7 білий пішак · f7 чорний пішак · h7 чорний король · g6 чорний пішак · h6 чорний пішак · f5 чорний кінь · b4 білий кінь · e4 чорний слон · a3 білий король · b3 білий пішак · b2 білий слон · c2 білий пішак · d2 чорна тура · h2 білий пішак | b8 біла тура · d8 чорна тура · a7 білий пішак · f7 чорний пішак · h7 чорний король · g6 чорний пішак · h6 чорний пішак · f5 чорний кінь · b4 білий кінь · e4 чорний слон · a3 білий король · b3 білий пішак · b2 білий слон · c2 білий пішак · d2 чорна тура · h2 білий пішак | b8 біла тура · d8 чорна тура · a7 білий пішак · f7 чорний пішак · h7 чорний король · g6 чорний пішак · h6 чорний пішак · f5 чорний кінь · b4 білий кінь · e4 чорний слон · a3 білий король · b3 білий пішак · b2 білий слон · c2 білий пішак · d2 чорна тура · h2 білий пішак | 3 |
| 2 | b8 біла тура · d8 чорна тура · a7 білий пішак · f7 чорний пішак · h7 чорний король · g6 чорний пішак · h6 чорний пішак · f5 чорний кінь · b4 білий кінь · e4 чорний слон · a3 білий король · b3 білий пішак · b2 білий слон · c2 білий пішак · d2 чорна тура · h2 білий пішак | b8 біла тура · d8 чорна тура · a7 білий пішак · f7 чорний пішак · h7 чорний король · g6 чорний пішак · h6 чорний пішак · f5 чорний кінь · b4 білий кінь · e4 чорний слон · a3 білий король · b3 білий пішак · b2 білий слон · c2 білий пішак · d2 чорна тура · h2 білий пішак | b8 біла тура · d8 чорна тура · a7 білий пішак · f7 чорний пішак · h7 чорний король · g6 чорний пішак · h6 чорний пішак · f5 чорний кінь · b4 білий кінь · e4 чорний слон · a3 білий король · b3 білий пішак · b2 білий слон · c2 білий пішак · d2 чорна тура · h2 білий пішак | b8 біла тура · d8 чорна тура · a7 білий пішак · f7 чорний пішак · h7 чорний король · g6 чорний пішак · h6 чорний пішак · f5 чорний кінь · b4 білий кінь · e4 чорний слон · a3 білий король · b3 білий пішак · b2 білий слон · c2 білий пішак · d2 чорна тура · h2 білий пішак | b8 біла тура · d8 чорна тура · a7 білий пішак · f7 чорний пішак · h7 чорний король · g6 чорний пішак · h6 чорний пішак · f5 чорний кінь · b4 білий кінь · e4 чорний слон · a3 білий король · b3 білий пішак · b2 білий слон · c2 білий пішак · d2 чорна тура · h2 білий пішак | b8 біла тура · d8 чорна тура · a7 білий пішак · f7 чорний пішак · h7 чорний король · g6 чорний пішак · h6 чорний пішак · f5 чорний кінь · b4 білий кінь · e4 чорний слон · a3 білий король · b3 білий пішак · b2 білий слон · c2 білий пішак · d2 чорна тура · h2 білий пішак | b8 біла тура · d8 чорна тура · a7 білий пішак · f7 чорний пішак · h7 чорний король · g6 чорний пішак · h6 чорний пішак · f5 чорний кінь · b4 білий кінь · e4 чорний слон · a3 білий король · b3 білий пішак · b2 білий слон · c2 білий пішак · d2 чорна тура · h2 білий пішак | b8 біла тура · d8 чорна тура · a7 білий пішак · f7 чорний пішак · h7 чорний король · g6 чорний пішак · h6 чорний пішак · f5 чорний кінь · b4 білий кінь · e4 чорний слон · a3 білий король · b3 білий пішак · b2 білий слон · c2 білий пішак · d2 чорна тура · h2 білий пішак | 2 |
| 1 | b8 біла тура · d8 чорна тура · a7 білий пішак · f7 чорний пішак · h7 чорний король · g6 чорний пішак · h6 чорний пішак · f5 чорний кінь · b4 білий кінь · e4 чорний слон · a3 білий король · b3 білий пішак · b2 білий слон · c2 білий пішак · d2 чорна тура · h2 білий пішак | b8 біла тура · d8 чорна тура · a7 білий пішак · f7 чорний пішак · h7 чорний король · g6 чорний пішак · h6 чорний пішак · f5 чорний кінь · b4 білий кінь · e4 чорний слон · a3 білий король · b3 білий пішак · b2 білий слон · c2 білий пішак · d2 чорна тура · h2 білий пішак | b8 біла тура · d8 чорна тура · a7 білий пішак · f7 чорний пішак · h7 чорний король · g6 чорний пішак · h6 чорний пішак · f5 чорний кінь · b4 білий кінь · e4 чорний слон · a3 білий король · b3 білий пішак · b2 білий слон · c2 білий пішак · d2 чорна тура · h2 білий пішак | b8 біла тура · d8 чорна тура · a7 білий пішак · f7 чорний пішак · h7 чорний король · g6 чорний пішак · h6 чорний пішак · f5 чорний кінь · b4 білий кінь · e4 чорний слон · a3 білий король · b3 білий пішак · b2 білий слон · c2 білий пішак · d2 чорна тура · h2 білий пішак | b8 біла тура · d8 чорна тура · a7 білий пішак · f7 чорний пішак · h7 чорний король · g6 чорний пішак · h6 чорний пішак · f5 чорний кінь · b4 білий кінь · e4 чорний слон · a3 білий король · b3 білий пішак · b2 білий слон · c2 білий пішак · d2 чорна тура · h2 білий пішак | b8 біла тура · d8 чорна тура · a7 білий пішак · f7 чорний пішак · h7 чорний король · g6 чорний пішак · h6 чорний пішак · f5 чорний кінь · b4 білий кінь · e4 чорний слон · a3 білий король · b3 білий пішак · b2 білий слон · c2 білий пішак · d2 чорна тура · h2 білий пішак | b8 біла тура · d8 чорна тура · a7 білий пішак · f7 чорний пішак · h7 чорний король · g6 чорний пішак · h6 чорний пішак · f5 чорний кінь · b4 білий кінь · e4 чорний слон · a3 білий король · b3 білий пішак · b2 білий слон · c2 білий пішак · d2 чорна тура · h2 білий пішак | b8 біла тура · d8 чорна тура · a7 білий пішак · f7 чорний пішак · h7 чорний король · g6 чорний пішак · h6 чорний пішак · f5 чорний кінь · b4 білий кінь · e4 чорний слон · a3 білий король · b3 білий пішак · b2 білий слон · c2 білий пішак · d2 чорна тура · h2 білий пішак | 1 |
|   | a | b | c | d | e | f | g | h |   |

На діаграмі справа білі поступаються матеріалом і, очевидно, не можуть перетворити пішака а на ферзя, тому що чорний слон тримає під боєм поле перетворення. Однак хід 1.Nd5! перериває обидві лінії: і діагональ слона, і лінію захисту однієї тури іншою. Якщо 1...Bxd5, тоді 2.Rxd8 виграє. Якщо 1...R8xd5, то 2.Rh8 мат. Найкращою відповіддю чорних є 1...R2xd5, але тут тура перекриває власного слона, а отже 2.a8=Q.
Хоча перекриття трапляються дуже рідко в практичній грі, вони є поширеною темою  шахової композиції. Прийом в останньому прикладі відомий під назвою Перекриття Новотного. Є й інші особливі типи перекриттів, які отримали свої назви в термінології шахової композиції, включаючи Перекриття Грімшоу, Плачутта тощо.